# Аляна
Аля̀на (на италиански: Agliana) е град и община в Централна Италия, провинция Пистоя, регион Тоскана. Разположен на 46 m надморска височина. Населението на общината е 17 920 души (към 2018 г.).

## Побратимени градове
- Малеморт, Франция
- Тифарити, Западна Сахара